# Eva Isanta
Eva Maria Isanta Fontcuberta (Ceuta, 19 giugno 1971) è un'attrice spagnola.
È nota principalmente per aver preso parte a numerose serie TV di produzione spagnola, quali Aquí no hay quien viva, La que se avecina, Farmacia de guardia, Villa Rosaura.
È molto attiva anche a teatro.